# 天城镇 (湄潭县)
天城镇，是中华人民共和国贵州省遵义市湄潭县下辖的一个乡镇级行政单位。
2013年11月23日，贵州省人民政府批复同意撤销天城乡建制，设置天城镇，镇人民政府驻天城村。

## 行政区划
天城镇下辖以下地区：
天城村、德荣村、皂角桥村、李家堰村和星联村。